# 가이스카 토케로
가이스카 토케로 피네도(스페인어: Gaizka Toquero Pinedo, 1984년 8월 9일, 바스크 주 비토리아-가스테이스 ~)는 스페인의 전직 프로 축구 선수로, 주로 우측 미드필더를 맡았었다.
그는 현역 시절 대부분을 아틀레틱 빌바오에서 보냈는데, 라 리가 소속 구단에서 7년 동안 활약하며 207번의 공식 경기에 출전하여 24골을 기록했고, 헌신과 공로로 지지자들의 사랑을 받는 선수로 거듭났다.

## 클럽 경력

### 초기 경력
토케로는 아라바 도 비토리아-가스테이스 출신이다. 레알 소시에다드 유소년부에서 잠깐 몸을 두었던 그는 알라베스의 2군으로 비슷한 시기만큼 보내 그의 성장을 이어나갔고, 2006-07 시즌에 레모나에서 프로 무대 신고식을 치렀고, 이후 바스크 이웃 세스타오로 이적했다. (두 구단 모두 3부 리그 소속이었다)
세스타오 시절, 아틀레틱 빌바오는 토케로의 영입에 관심을 보였고, 결국 2008년에 그를 품었다. 호아킨 카파로스 감독이 그를 시즌 개막 전 계획에서 논외로 두자, 그는 은사인 카를로스 포우소가 새로 취임한 이웃 에이바르로 임대되었다.

### 아틀레틱 빌바오

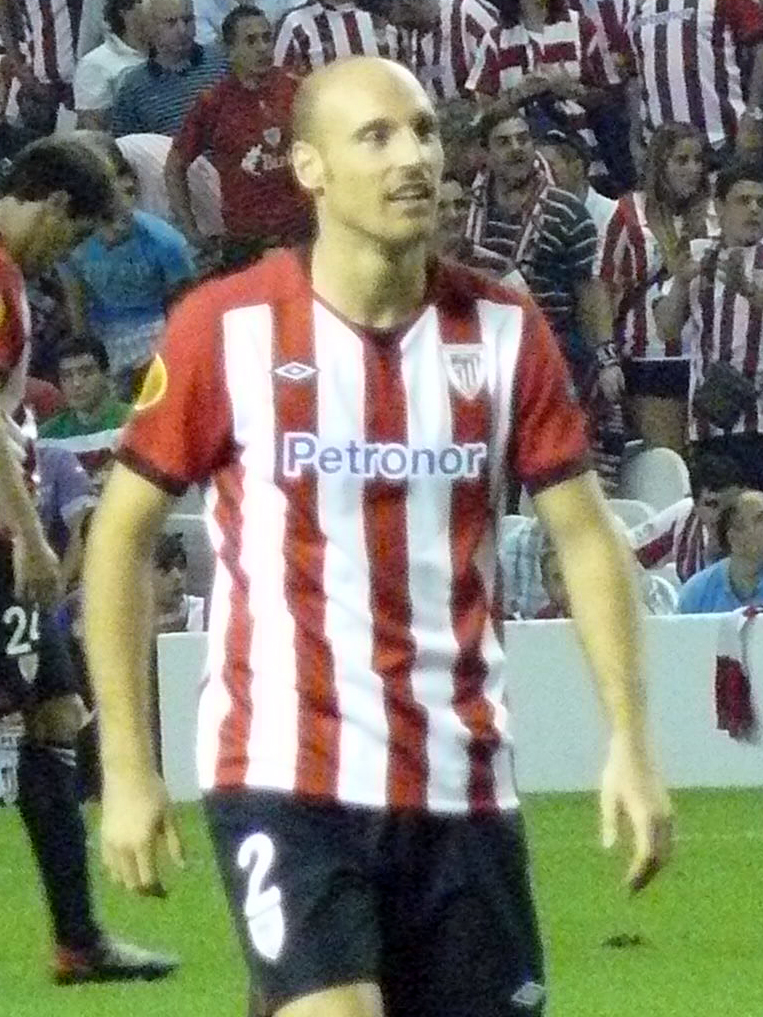
2011년, 아틀레틱 빌바오의 토케로.

2008-09 시즌에 2부 리그 15경기에 출전한 토케로는 2009년 1월 4일에 아틀레틱으로 복귀하여 엿세 후에 1-1로 비긴 에스파뇰과의 안방 경기에서 후반전에 교체되어 들어가 라 리가 신고식을 치렀다. 3월 4일, 그는 3-0으로 이긴 세비야와의 코파 델 레이 안방 경기에서 선제골을 기록했고, 빌바오는 합계 4-2 승리로 결승행에 안착했다: 그는 결승전에서도 선제골을 넣었지만 바르셀로나전 1-4 패배를 막기에는 역부족이었다.
기교에서 두각을 나타낸 선수는 아니나 헌신적이고 근면한 선수라는 점으로 인해 지지자들은 그에게 바스크 수장(Lehendakari)이라는 별칭을 붙였고,– 그는 2009-10 시즌에 1부 리그의 선수로 당당하게 자리를 잡았다. 그는 페르난도 요렌테와 공격적으로 상호 보완하는 역할을 맡았는데, 몇 차례 골망을 흔들기도 했고, 2-0으로 이긴 2010년 3월 7일 바야돌리드전에서는 두 골 모두 혼자 넣었다.
토케로는 2010-11 시즌에도 아틀레틱의 주전으로 활약하며 2011년 1월 30일에 2-0으로 이긴 아틀레티코 마드리드와의 경기에서 두 번 골망을 흔들며 득점을 신고했다. 이듬해 시즌 말, 그는 코파 델 레이와 유로파리그 결승전에서 모두 교체로 들어가 출전했지만, 모두 0-3으로 완패했다. 2012년 10월, 그는 2013년 6월까지 유효한 연장 계약을 3년 더 연장했다.
2014-15 시즌, 토케로는 1-2로 패한 바테 보리소프와의 챔피언스리그 조별 리그 원정 경기에 한 차례 교체로 출전했다. 그의 마지막 아틀레틱 경기는 1-0으로 이긴 레알 마드리드와의 2015년 5월 7일 리그 안방 경기로, 이 경기 막판에 출전한 그는 2014-15 시즌에 출장 시간이 도합 50분도 안 되게 그쳤다.

### 알라베스
2015년 7월 10일, 토케로는 아틀레틱과의 연을 끊고 나흘 후에 알라베스와 2년 계약을 체결하고 복귀했다. 그는 1년차에 39번의 경기에 출전해 9골을 기록하여 부동의 주전으로 활약하였고, 소속 구단은 10년 만에 1부 리그 무대에 복귀했다. 이듬해에는 23경기에 출전해 1번 골망을 흔들었고, 소속 구단의 코파 델 레이 결승전 진출에 이바지했지만, 결승전에서는 결장했다.
멘디소로차에서의 계약이 갱신되지 않으면서, 토케로는 고향의 동네 구단 아우레라 비토리아에서 훈련하며 향후 행보를 잡기로 결정했다.

### 사라고사
2017년 8월 4일, 토케로는 2부 리그의 사라고사와 1년 계약을 맺었다. 2019년 5월 29일, 고질적인 무릎 부상으로 1년 가까이 출전하지 못한 34세의 토케로는 은퇴를 선언했다.

## 국가대표팀 경력
토케로는 스페인을 대표로 출전한 적이 없다. 그는 바스크 대표팀 경기에 7번 출전했는데, 2012년 12월 29일에 아노에타에서 벌어진 볼리비아와의 경기에서 두 차례 득점을 올려 6-1 대승을 견인했다.

## 경력 통계
| 구단            | 시즌      | 리그              | 리그 | 리그 | 컵   | 컵 | 기타 | 기타 | 합계 | 합계 |
| 구단            | 시즌      | 리그명            | 출장 | 골   | 출장 | 골 | 출장 | 골   | 출장 | 골   |
| --------------- | --------- | ----------------- | ---- | ---- | ---- | -- | ---- | ---- | ---- | ---- |
| 알라베스 B      | 2005–06   | 세군다 디비시온 B | 29   | 4    | 0    | 0  | 0    | 0    | 29   | 4    |
| 레모나          | 2006–07   | 세군다 디비시온 B | 33   | 0    | 0    | 0  | 0    | 0    | 33   | 0    |
| 세스타오        | 2007–08   | 세군다 디비시온 B | 37   | 5    | 1    | 0  | 0    | 0    | 38   | 5    |
| 아틀레틱 빌바오 | 2008–09   | 라 리가           | 20   | 1    | 6    | 2  | 0    | 0    | 26   | 3    |
| 아틀레틱 빌바오 | 2009–10   | 라 리가           | 31   | 8    | 2    | 0  | 11   | 0    | 44   | 8    |
| 아틀레틱 빌바오 | 2010–11   | 라 리가           | 30   | 7    | 3    | 0  | 0    | 0    | 33   | 7    |
| 아틀레틱 빌바오 | 2011–12   | 라 리가           | 35   | 4    | 7    | 1  | 14   | 0    | 56   | 5    |
| 아틀레틱 빌바오 | 2012–13   | 라 리가           | 16   | 0    | 1    | 0  | 5    | 1    | 22   | 1    |
| 아틀레틱 빌바오 | 2013–14   | 라 리가           | 20   | 0    | 1    | 0  | 0    | 0    | 21   | 0    |
| 아틀레틱 빌바오 | 2014–15   | 라 리가           | 4    | 0    | 0    | 0  | 1    | 0    | 5    | 0    |
| 아틀레틱 빌바오 | 합계      | 합계              | 156  | 20   | 20   | 3  | 31   | 1    | 207  | 24   |
| 에이바르 (임대) | 2008–09   | 세군다 디비시온   | 16   | 4    | 1    | 0  | 0    | 0    | 17   | 4    |
| 알라베스        | 2015–16   | 세군다 디비시온   | 39   | 9    | 2    | 0  | 0    | 0    | 41   | 9    |
| 알라베스        | 2016–17   | 라 리가           | 23   | 1    | 5    | 2  | 0    | 0    | 28   | 3    |
| 알라베스        | 합계      | 합계              | 62   | 10   | 7    | 2  | 0    | 0    | 69   | 12   |
| 사라고사        | 2017–18   | 세군다 디비시온   | 27   | 4    | 1    | 0  | 2    | 0    | 30   | 4    |
| 경력 합계       | 경력 합계 | 경력 합계         | 360  | 47   | 30   | 5  | 33   | 1    | 423  | 53   |

1. ↑  유로파리그 9경기, 수페르코파 데 에스파냐 2경기 출장 기록 포함
2. 1 2  유로파리그 출장 경기 기록 포함
3. ↑  챔피언스리그 출장 경기 기록 포함
4. ↑  승격 플레이오프전 출장 경기 기록 포함

## 수상
아틀레틱 빌바오
- 코파 델 레이 준우승: 2008–09, 2011–12
- 수페르코파 데 에스파냐 준우승: 2009
- 유로파리그 준우승: 2011–12

알라베스
- 세군다 디비시온: 2015–16
- 코파 델 레이 준우승: 2016–17